# Gambino (torrente)
Il Gambino (o Vaso Gambino) è un torrente della Lombardia che scorre nella provincia di Mantova e di Brescia, nell'Alto Mantovano.
Nasce presso la località Lame di Carpenedolo ed attraversa il territorio dei comuni di Carpenedolo, Acquafredda, Castel Goffredo e Asola.